# FOAF

FOAF-Logo

FOAF (Friend of a Friend) ist eine Ontologie zur maschinenlesbaren Modellierung sozialer Netzwerke. Herzstück des Projekts ist ein RDF-Schema, das Klassen und Eigenschaften definiert, die in einem XML-basierten RDF-Dokument verwendet werden können. Es handelt sich bei FOAF um eine der ersten Anwendungen von Semantic-Web-Technologien.

## Hintergrund
In einem FOAF-Dokument können Angaben über eine Person  (u. a. Name, Alter, Geschlecht, E-Mail-Adresse, Adresse der privaten und beruflichen Website, Weblog-Adresse, ICQ-/XMPP-/AIM-IDs, Beruf usw.) veröffentlicht und der Person bekannte Menschen genannt werden. Sobald mehrere Personen FOAF-Dokumente veröffentlichen, z. B. im WWW, können die FOAF-Dokumente aufeinander verweisen. Eine Software kann diese FOAF-Dokumente auswerten, die sozialen Beziehungen analysieren und z. B. visualisieren.
Eine andere denkbare Aufgabe wäre es, personenbezogene Daten, wie oben genannt, Messengerkontakte, Mail-Accounts oder Ähnliches, zentral an einem Punkt (FOAF-Datei auf dem eigenen Server im WWW) zu speichern und bei Vorgängen wie dem Anmelden in Foren oder diversen Diensten die FOAF-Datei anzugeben, ohne alle Daten einzeln einzugeben und bei Änderungen gegebenenfalls auch noch zu ändern. Dementsprechende Add-ons oder Plug-ins sind bereits innerhalb einiger Dienste verfügbar.

## Beispiel eines RDF-Dokuments mit FOAF-Angaben
```
 
<rdf:RDF
 
xmlns:rdf=
"http://www.w3.org/1999/02/22-rdf-syntax-ns#"

          
xmlns:foaf=
"http://xmlns.com/foaf/0.1/"

          
xmlns:dc=
"http://purl.org/dc/elements/1.1/"

          
xmlns:rdfs=
"http://www.w3.org/2000/01/rdf-schema#"
>

   
<!-- Informationen zu einer Person: -->

   
<foaf:Person
 
xml:lang=
"en"
>

     
<!-- Name: -->

     
<foaf:name>
Jimmy
 
Wales
</foaf:name>

     
<!-- E-Mail-Adresse :-->

     
<foaf:mbox
 
rdf:resource=
"mailto:jwales@bomis.com"
/>

     
<!-- private Webseite: -->

     
<foaf:homepage
 
rdf:resource=
"http://www.jimmywales.com/"
/>

     
<!-- Nickname: -->

     
<foaf:nick>
Jimbo
</foaf:nick>

     
<!-- Foto: -->

     
<foaf:depiction

       
rdf:resource=
"http://upload.wikimedia.org/wikipedia/commons/1/19/Jimbo_Wales_in_France_cropped.jpg"
 
/>

     
<!-- Die Person ist interessiert an folgenden Themen: -->

     
<foaf:interest>

       
<!-- Wikipedia-Website: -->

       
<rdf:Description
 
rdf:about=
"http://www.wikimedia.org/"
>

         
<dc:title>
Wikipedia,
 
The
 
Free
 
Encyclopedia
</dc:title>

       
</rdf:Description>

     
</foaf:interest>

     
<!-- Die Person kennt folgende andere Personen: -->

     
<foaf:knows>

       
<!-- Informationen zu einer anderen Person: -->

       
<foaf:Person>

         
<foaf:name>
Angela
 
Beesley
</foaf:name>

       
</foaf:Person>

     
</foaf:knows>

   
</foaf:Person>

 
</rdf:RDF>

```

## Offene soziale Netzwerke
Verschiedene Anbieter veröffentlichen mittlerweile Informationen über ihre Mitglieder als FoaF-Datei. Dies soll einer „Silo-isierung“ von Informationen in geschlossenen, proprietären Netzwerken entgegenwirken. Eine unvollständige Liste der Anbieter, die Informationen im FoaF-Format veröffentlichen:
- LiveJournal (Blog-Plattform)
- Tribe.Net
- Videntity (arbeitet eher an OpenID)
- Hitflip (kommerziell)
- sendia (kommerziell)
- Blogscout.de (Blog-Plattform)
- GNU Social (vormals StatusNet; offene Plattform für Mikro-Blogging)

## Kritik
Unter Datenschutzgesichtspunkten stellt jedes Verfahren, das Daten maschinenlesbar und dann noch weltweit verfügbar macht, ein erhöhtes Risiko dar. Eine Standardisierung wie FOAF leistet dem durch Robots automatisierten Datensammeln weiteren Vorschub. Dem soll jedoch mit der Technologie FOAF+SSL entgegengewirkt werden.